# Salelologa
Salelologa – miasto w Samoa, w dystrykcie Faʻasaleleaga. Jedno z dwóch miasteczek w Samoa, położone na wschodzie wyspy Savaiʻi. Jest to główny punkt wejścia do wyspy z jedynego terminalu promowego na Savaiʻi, port morski. Znane jest także jako główne miasteczko na rynku sprzedaży świeżych produktów, publicznych kosmetyków i rzemiosła.